# Pajar Esuk
Pajar Esuk is een bestuurslaag in het regentschap Pringsewu van de provincie Lampung, Indonesië. Pajar Esuk telt 6719 inwoners (volkstelling 2010).